# Antidesma sootepense
Antidesma sootepense är en emblikaväxtart som beskrevs av William Grant Craib. Antidesma sootepense ingår i släktet Antidesma och familjen emblikaväxter. Inga underarter finns listade i Catalogue of Life.